# Lindsey Vonn
Lindsey Caroline Vonn (született: Kildow) (St. Paul, Minnesota, 1984. október 18. –) olimpiai bajnok amerikai alpesisíző. Négyszeres összetett világkupagyőztes (2008, 2009, 2010, 2012), valamint 16 szakági világkupát is nyert (lesiklás 2008, 2009, 2010, 2011, 2012, 2013, 2015, 2016; szuperóriás-műlesiklás 2009, 2010, 2011, 2012, 2015; szuperkombináció 2010, 2011, 2012). A 2009-es világbajnokságon két aranyérmet szerzett, valamint megnyerte a lesiklás versenyét a 2010. évi téli olimpiai játékokon.

## Pályafutása
1999-ben ő volt az első amerikai nő, aki győzni tudott az olasz Trofeo Topolino (egy síverseny 11-től 14 éves korig) nevű versenyen műlesiklásban. 2000. november 18-án, tizenhat évesen debütált a világkupán. Lindsey jelen volt a 2002-es téli olimpiai játékokon. Elindult a műlesiklás, valamint a kombináció számában. 2003. március 4-én ezüstérmes lett lesiklásban a junior világkupán Puy Saint-Vincentben.
2012. március 9-én Svédországban Åreban rendezett óriás-műlesiklás győzelmével immáron az elmúlt öt év alatt negyedik összetett bajnoki címét szerezte meg. Ezzel a győzelemmel a második helyre jött fel a világ örökranglistáját vezető Annemarie Moser-Pröll mögé, aki összesen hat alkalommal szerzett összetett bajnoki címet. Sportsikerei azt is jelentették, hogy a 2011/2012-es szezonban a legjobban kereső női sízőként 458 156 euróval (132,8 millió forint) gazdagodott.
2012 őszén engedélyt kért a Nemzetközi Síszövetségtől (FIS), hogy egy kanadai viadalon a férfiak között indulhasson. A FIS ezt a kérelmet elutasította arra hivatkozva, hogy „az egyik nem képviselői nem indulhatnak a másik versenyein, és a FIS nem tesz kivételt." Vonn emiatt nem vehetett részt a férfiak számára megrendezett lesikló viadalon Lake Louise-ban.
A 2013-as alpesisí-világbajnokságon egy ugrató után rosszul érkezett és bukott. Elszakadt az elülső keresztszalagja valamint a belső oldalszalagja. Ugyanebben az évben november 19-én egy edzés során újra bukott, és részlegesen elszakadt újra az elülső keresztszalagja, azonban a szocsi téli olimpia miatt úgy döntött, hogy nem műtteti meg. 2013. december 21-én egy világkupa futamon újra bukott és térde újra megsérült. Ezután úgy döntött, hogy kihagyja a szocsi téli olimpiát.
2018. november 19-én Super G edzés során bukott és elszakadt a térdszalagja. 2019. január 18-án tért vissza a világkupára Cortina d’ Ampezzóban. 
2019. február 1-jén bejelentette visszavonulását térdfájdalmai miatt. 2019. február 10-én versenyzett utoljára a svédországi Åréban rendezett alpesisí-világbajnokságon, ahol női lesiklásban bronzérmet szerzett.

## Családja
Lindsey egy ötgyermekes család első gyermekeként született Lindsey Caroline Kildow néven. Már kétévesen síelt, mielőtt bekerült Erich Sailer edző fejlesztési programjába, a Buck Hillbe.
2007. szeptember 27-én feleségül ment Thomas Vonnhoz (azóta versenyez Lindsey Vonn néven). Válásukat 2013. január 9-én mondták ki.